# Шато-Фронтенак

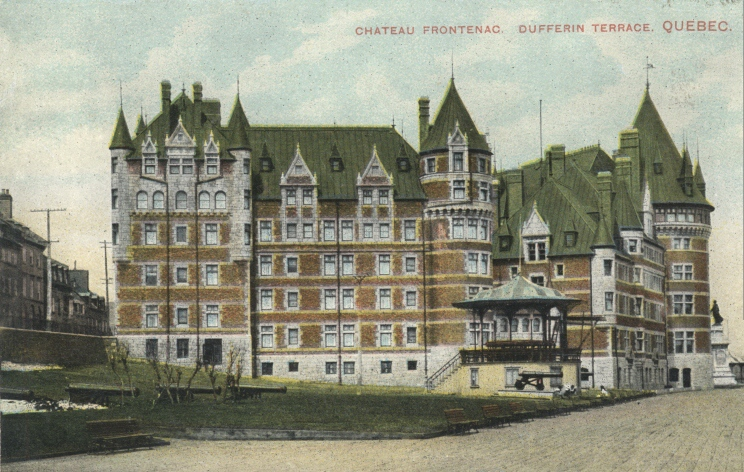
Листівка із зображенням готелю (1910) до його розширення і будівництва центральної вежі (1924)

«Замок Фронтенака» (фр. Château Frontenac, вимовляється шато-фронтенак) — замок, розміщений у місті Квебек, гранд-готель у стилі середньовічного французького замку.
У 1981 році ввійшов до списку Національних історичних місць Канади.

## Історія
«Замок Фронтенака» спроєктував і побудував американський архітектор Брюс Прайс на замовлення компанії «Канадська тихоокеанська залізниця». Його відкриття відбулося 1893 року. Центральну вежу та інші новіші частини готелю  пізніше спроєктував Вільям Сазерленд Максвелл. 1926 року готель було добудовано. У 1943 році на Квебекській конференції в ньому вели переговори Вінстон Черчилль і Франклін Рузвельт.
«Шато-Фронтенак» названий на честь Луї де Бюада де Фронтенака, графа з Фронтенака та Палюо, який був губернатором колонії Нова Франція в кінці XVII століття і вважається батьком-засновником Канади.
Розміщується готель на високому березі річки Святого Лаврентія на мисі Діамант. Постояльці верхніх поверхів можуть спостерігати не тільки річку, а й кілька десятків кілометрів її великої долини.
У 2001 році готель придбала компанія Legacy REIT за 185 млн доларів. Пізніше, у 2011, готель був перекуплений Ivanhoé Cambridge, яка організувала реставраційні роботи загальною вартістю 75 млн доларів.
Вважається, що готель «Шато-Фронтенак» є готелем, який фотографують найчастіше у світі, а також є одним із символів не тільки міста, а й усієї провінції Квебек.